# Bat (eiland)
Bat is groep van een tweetal kleine eilanden in de Purdy-eilandengroep bij Papoea-Nieuw-Guinea. De groep ligt zo'n 100 km ten zuiden van het eiland Manus, het hoofdeiland van de Admiraliteitseilanden.
Er komen drie zoogdieren voor, namelijk de Pacifische rat (Rattus exulans) (geïntroduceerd), Rattus praetor (prehistorisch geïntroduceerd) en Pteropus admiralitatum.